# Fabio Colonna (bispo)
Fabio Colonna (falecido em 1554) foi um prelado católico romano que serviu como Patriarca de Constantinopla (1550-1554) e Bispo de Aversa (1532–1554).

## Biografia
Em 1532, Fabio Colonna foi nomeado pelo Papa Clemente VII como Bispo de Aversa. Foi ordenado bispo em 1 de abril de 1539, na Basílica de São Pedro.
No dia 19 de março de 1550, foi nomeado pelo Papa Júlio III como Patriarca de Constantinopla. Serviu como Bispo de Aversa e Patriarca de Constantinopla até à sua morte em 1554.
Enquanto bispo, serviu como consagrador principal do Bispo Sforza Geraldini d'Amelia (1546) e co-consagrador de Durante Duranti, Bispo de Alghero (1540).